# Iker Pou
Iker Pou Azkarraga (Vitoria, 5 febbraio 1977) è un arrampicatore spagnolo di origine basca.
Pratica l'arrampicata in falesia, il bouldering e le vie lunghe. Atleta poliedrico, pur non partecipando alle competizioni è considerato uno dei più forti arrampicatori del mondo.

## Biografia
Ha cominciato ad arrampicare a quindici anni nel 1992 col fratello Eneko. In soli due anni ha raggiunto il livello dell'8a a vista e dell'8b+ lavorato. Il primo 9a è arrivato nel 2000 con Action Directe.
Non partecipa alle gare di arrampicata e non gli piace l'arrampicata indoor. Si allena prevalentemente arrampicando sulla roccia e si dedica alla ricerca della difficoltà in falesia e sulle vie lunghe. Il suo principale compagno di scalata è il fratello Eneko.
Ha scalato oltre 70 vie tra l'8c e il 9a+ e salito l'8b+ a vista.

## Falesia
- 3 vie di 9a+
- 7 vie di 9a

### Lavorato
- 9a+/9b: Guggen-hell - Mallorca(ESP) - Febbraio 2021 - Prima salita
- 9a+/5.15a:
  - Celedon - Ilarduia (ESP) - 21 settembre 2012 - Prima salita[3]
  - Nit de bruixes - Margalef (ESP) - gennaio 2012 - Prima salita[4]
  - Demencia Senil - Margalef (ESP) - 24 gennaio 2010 - Seconda salita della via di Chris Sharma[5]
- 9a/5.14d:
  - Akelarre - Vitoria (ESP) - giugno 2011 - Prima salita[6]
  - Il domani - Baltzola (ESP) - aprile 2010 - Seconda salita della via di Patxi Usobiaga[7]
  - Victimas Perez - Margalef (ESP) - 22 marzo 2010 - Seconda salita della via di Ramón Julián Puigblanque[8]
  - Begi puntuan - Etxauri (ESP) - 2006 - Seconda salita della via di Patxi Usobiaga[9]
  - Mendeku - Egino (ESP) - 2003 - Prima salita[10]
  - Bain the sang - Saint-Loup (SUI) - 2003 - Sesta salita della via di Fred Nicole[11]
  - Action directe - Frankenjura (GER) - 7 giugno 2000 - Terza salita della via di Wolfgang Güllich

## Boulder
Alcuni boulder di 8B+.

## Vie lunghe
Ha scalato moltissime vie lunghe in tutto il mondo, tra le più famose:
- Tarragò - Montserrat (ESP) - novembre 2013 - Prima libera della via di David Tarragò del 2002, 240 m/8b+ [12]
- Zahir - Wendenstöcke (SUI) - 7 settembre 2010 - Via di Iwan Wolf e Gunter Habersatter del 2004, 300 m/8b+ [13]
- Pan Aroma - Cima Ovest di Lavaredo (ITA) - 14 agosto 2010 - Quarta salita della via di Alexander Huber[14]
- Solo per vecchi guerrieri - Vette Feltrine (ITA) - giugno 2010 - Quinta salita della via di Maurizio Zanolla[15]
- Orbayu - Naranjo de Bulnes (ESP) - agosto 2009 - Prima salita[16]
- Eternal Flame - Torri di Trango/Nameless Tower (PAK) - 29 luglio 2005 - Salita non in libera[17]
- The Nose - El Capitan (USA) - ottobre 2004[18]
- Silbergeier - Rätikon (SUI) - agosto 2002[19]

### 7 pareti 7 continenti
Tra il 2003 e il 2008 ha realizzato il progetto "7 pareti 7 continenti" che consisteva nello scalare sette tra le vie più difficili nei sette continenti:
- Nord America: El Niño - El Capitan (USA) - 19 giugno 2003 - Prima salita in libera, 850 m/8b
- Europa: Zunbeltz - Naranjo de Bulnes (ESP) - 11 ottobre 2003 – 500 m/8b+
- Africa: Bravo les Filles - Tsaranoro (MAD) - 11 luglio 2004 - Prima salita in libera, 600 m/8b
- Oceania: Free Route - The Totem Pole - 13 febbraio 2005 - Prima salita spagnola, 65 m/7b
- Asia: Eternal Flame - Torri di Trango (PAK) - 29 luglio 2005 – 1200 m/8a
- Sud America: Supercanaleta - Fitz Roy (ARG) - 6 gennaio 2007 – 1800 m/6c M5+
- Antartide: Azken Paradisua - Zerua Peak - 24 dicembre 2008 - Prima salita, 760 m/7a M6